# Loma Bonita, Xalapa
Loma Bonita är en ort i Mexiko.   Den ligger i kommunen Xalapa och delstaten Veracruz, i den sydöstra delen av landet, 240 km öster om huvudstaden Mexico City. Loma Bonita ligger 1 330 meter över havet och antalet invånare är 206.
Terrängen runt Loma Bonita är kuperad, och sluttar österut. Runt Loma Bonita är det mycket tätbefolkat, med 3 369 invånare per kvadratkilometer. Närmaste större samhälle är Xalapa, 5,2 km sydväst om Loma Bonita. I omgivningarna runt Loma Bonita växer huvudsakligen savannskog.